# Yola (Ndelele)
Pour les articles homonymes, voir Yola.
Yola est un village du Cameroun, situé dans la région de l'Est et dans le département de la Kadey. Il est localisé dans la commune de Ndelele.

## Population
Le recensement de 2005 y dénombre 1 395 habitants dont 666 de sexe masculin et 729 de sexe féminin.